# Отрадное (Сланцевский район)
Отрадное — деревня в Загривском сельском поселении Сланцевского района Ленинградской области.

## История
Деревня Омут упоминается на карте Санкт-Петербургской губернии 1792 года А. М. Вильбрехта.
Как село Омут, состоящее из 32 крестьянских дворов, она обозначена на карте Санкт-Петербургской губернии Ф. Ф. Шуберта 1834 года.

ОМУТ — деревня принадлежит графине Коновницыной, госпоже Мейер и ведомству Павловского городового правления, число жителей по ревизии: 92 м. п., 120 ж. п. (1838 год)

Как деревня Омут из 32 дворов, она отмечена на карте профессора С. С. Куторги 1852 года.

ОМУТ — деревня Павловского городового правления при реке Нарове, число дворов — 18, число жителей: 44 м. п., 49 ж. п.; Часовня православная. (1862 год) 

Сборник Центрального статистического комитета описывал её так:

ОМУТ — деревня бывшая владельческая при реке Нарове, дворов — 40, жителей — 256; часовня, лавка. (1885 год)

Согласно материалам по статистике народного хозяйства Гдовского уезда 1888 года, имение при селении Омут площадью 752 десятины принадлежало купцу С. Г. Фомину, оно было приобретено в 1870 году за 26 344 рубля.
В XIX веке деревня административно относилась к 1-му стану, в начале XX века к Добручинской волости 1-го земского участка 4-го стана Гдовского уезда Санкт-Петербургской губернии.
Согласно Памятной книжке Санкт-Петербургской губернии 1905 года деревня называлась Омут и входила в Кондушское-Первое сельское общество.

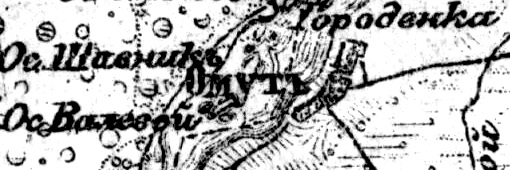
Деревня Отрадное на карте 1919 года

Согласно карте Петроградской и Эстляндской губерний 1919 года деревня называлась Омут.
С 1917 по 1920 год деревня входила в состав Скарятинской волости Гдовского уезда.
С 1920 года — в составе Эстонии.
С 1940 года — в составе Эстонской ССР.
С 1944 года — в составе Загривского сельсовета Сланцевского района Ленинградской области.
С 1963 года — в составе Кингисеппского района Ленинградской области.
По состоянию на 1 августа 1965 года деревня называлась Омут и входила в состав Загривского сельсовета Кингисеппского района. С ноября 1965 года, вновь в составе Сланцевского района.
По данным 1973 и 1990 годов деревня называлась Отрадное и входила в состав Загривского сельсовета Сланцевского района.
В 1997 году в деревне Отрадное Загривской волости проживал 41 человек, в 2002 году — 40 человек (русские — 92 %).
В 2007 году в деревне Отрадное Загривского СП проживали 34 человека, в 2010 году — 58.

## География
Деревня расположена в западной части района к западу от автодороги 41К-164 (Сланцы — Втроя).
Расстояние до административного центра поселения — 4 км.
Расстояние до железнодорожной платформы Сланцы — 24 км.
Деревня находится на правом берегу реки Нарва.

## Демография
| 1862 | 2007 | 2010 | 2017 |
| ---- | ---- | ---- | ---- |
| 94   | ↘34  | ↗58  | ↘48  |